# Полицаи и престъпници
Полицаи и престъпници е български 3-сериен телевизионен игрален филм (криминален) от 1993 – 1995 година на режисьорите Стефан Гърдев и Ивайло Джамбазов. Оператор Венец Димитров. Музиката е на Ценко Минкин, а художник е Олга Афиногенова.

## Серии
- 1. серия – „Голямата ченгеджийница“ (1993) – 52 минути
- 2. серия – „Трафик“ (1995) – 59 минути
- 3. серия – „Нощта на самодивите“ (1995) – 67 минути [1].

## Актьорски състав
| Роля                                                  | Изпълнител          |
| ----------------------------------------------------- | ------------------- |
| полковник, началник на следствен отдел в полицията    | Наум Шопов          |
| Сашо Димов                                            | Христо Шопов        |
| капитан Тонев                                         | Ириней Константинов |
| бивш капитан Даниел Мицов, частен детектив            | Любен Чаталов       |
| приятелката на Сашо                                   | Албена Чакърова     |
| Марин Гоцев, директор на банката                      | Велизар Бинев       |
| Мери „Звездата“, любовницата на Гоцев                 | Марина Манолова     |
|                                                       | Петър Дончев        |
|                                                       | Виктор Ангелов      |
|                                                       | Иван Урумов         |
| полковник Матев                                       | Васил Банов         |
| Емил Бонев, полицай и колега на Сашо                  | Боян Атанасов       |
| Алекс Стефанов, бос на мафията                        | Иван Иванов         |
| Иван „Златния“, босът на едната банда                 | Иван Джамбазов      |
| вдовицата на Билян, любовница на Алекс                | Мариана Станишева   |
| похитителят Кирил Илиевски – „Бидона“                 | Ути Бъчваров        |
| Цочо, автомонтьорът на „Златния“                      | Юлиян Станишев      |
|                                                       | Робин Кафалиев      |
| „Симо Иманяра“                                        | Димитър Терзиев     |
| Георги Петракиев, „Софиянеца“                         | Емил Джуров         |
| Билян, синът на „Златния“                             | Борис Чернев        |
|                                                       | Елина Калинова      |
|                                                       | Радослава Чушева    |
|                                                       | Христо Сендов       |
|                                                       | Асен Дражев         |
|                                                       | Катя Тузалска       |
|                                                       | Наталия Миланова    |
|                                                       | Иво Михайлов        |
|                                                       | Владимир Чипев      |
|                                                       | Николета Лотова     |
| д-р Геновски, завеждащ фитнес-центъра на г-жа Маврова | Николай Сотиров     |
| сестра Петрова, клиника за наркомани                  | Добринка Станкова   |
| Анелия Маврова, „Желязната лейди“                     | Анета Сотирова      |
| Джули, приятелка на д-р Геновски                      | Петя Венкова        |
| Драганов                                              | Любомир Младенов    |
|                                                       | Иван Чипариков      |
|                                                       | Христо Руков        |
| Патрик                                                | Васил Бинев         |
| „Дебелия“                                             | Иван Цанов          |
|                                                       | Николай Костадинов  |
| майката на Джули                                      | Пенка Цицелкова     |
|                                                       | Велика Дойчинова    |
|                                                       | Павел Ангелов       |
|                                                       | Владимир Владимиров |
|                                                       | Людмил Иларионов    |
|                                                       | Башар Рахал         |
|                                                       | Диана Камбурова     |
|                                                       | Никола Златанов     |
|                                                       | Любен Петров        |
|                                                       | балет Амбасадор     |